# Typhaea decipiens
Typhaea decipiens es una especie de coleóptero de la familia Mycetophagidae.

## Distribución geográfica
Habita en Alemania.